# Colonia Cerro Canseco
Colonia Cerro Canseco är en ort i Mexiko.   Den ligger i kommunen Catemaco och delstaten Veracruz, i den sydöstra delen av landet, 400 km öster om huvudstaden Mexico City. Colonia Cerro Canseco ligger 358 meter över havet och antalet invånare är 112. Den ligger vid sjön Laguna Catemaco.
Terrängen runt Colonia Cerro Canseco är kuperad västerut, men österut är den platt. Runt Colonia Cerro Canseco är det ganska tätbefolkat, med 83 invånare per kvadratkilometer. Närmaste större samhälle är Catemaco, 0,92 km nordost om Colonia Cerro Canseco. 